# Heinz Stuy

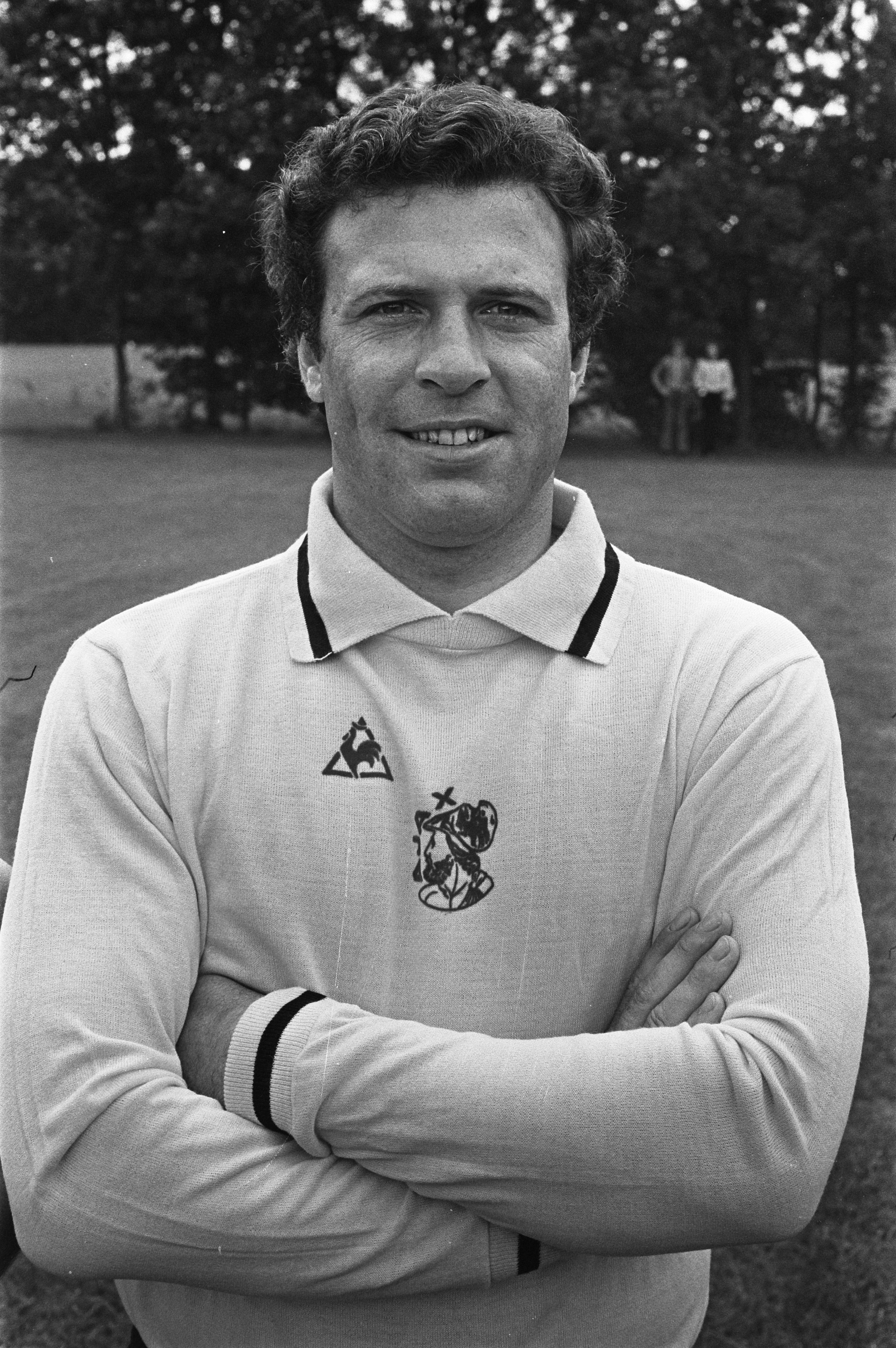
Heinz Stuy 1975

Heinz Stuy (* 6. Februar 1945 in Wanne-Eickel, Deutschland) ist ein ehemaliger niederländischer Fußballspieler. Er war Torwart bei Ajax Amsterdam in der Glanzzeit des Vereins Anfang der 1970er Jahre.

## Leben und Wirken
Ab 1963 hütete er das Tor des Velsener Vereins Telstar in 156 Erstligabegegnungen. 1967 wurde er von Ajax Amsterdam verpflichtet, wo er ursprünglich die Nummer zwei hinter Gert Bals war, den er ab 1970 als Stammtorwart ersetzte.
Bis 1976 stand er 132-mal für die Ajacieden in Ligaspielen zwischen den Pfosten. Seine Zeit bei Ajax beschreibt die goldene Ära von Ajax und er gewann mit dem Verein dreimal den niederländischen Pokal, vier Landesmeisterschaften, dreimal in Serie den Europapokal der Landesmeister sowie den Weltpokal. In den Europapokalfinalspielen zwischen 1971 und 1973, die die Mannschaft um Johan Cruyff, Johan Neeskens und Piet Keizer gegen Panathinaikos Athen und Inter Mailand mit 2:0 sowie gegen Juventus Turin mit 1:0 gewann, blieb er dreimal in Serie ohne Gegentor, was ein Rekord ist. Bei den beiden Finalspielen um den Weltpokal 1972 gegen CA Independiente aus Argentinien musste er beim 1:1 im bonarenser Industrievorort Avellaneda jedoch einmal hinter sich greifen. Ajax holte sich den Titel durch einen 3:0-Sieg im Rückspiel. Nach dem Europacup-Sieg gegen Panathinaikos 1971 durfte Stuy im noch ausstehenden Ligaspiel gegen die Go Ahead Eagles aus Deventer als Stürmer auflaufen, blieb aber ohne Torerfolg.
Der Torwart, der sich durch sein Spielverständnis auch den Ruf eines „zweiten Liberos“ erwarb, hält seit 1971 mit 1082 Minuten ohne Gegentor einen heute noch bestehenden Rekord in der niederländischen ersten Liga, der Eredivisie. Heinz Stuy – der den Spitznamen Kroket hatte, weil er hohe Bälle oft wie eine heiße Krokette losließ, ehe er sie mit einem zweiten Griff unter Kontrolle brachte – kam jedoch zu keinem Einsatz in der Nationalmannschaft. Hier dominierten Jan van Beveren, Jan Jongbloed und Piet Schrijvers, der seine Position im Ajax-Tor ab 1974 übernahm. Damit hält Heinz Stuy noch einen weiteren Rekord: gemeinsam mit Bernd Dürnberger, der mit dem FC Bayern München von 1974 bis 1976 einen Europacup-Hattrick feierte, dürfte er mit elf Titeln der Spieler mit den meisten bedeutenden Vereinstiteln sein, der nie für seine Nationalmannschaft auflief. Stuy beendete in der Saison 1977/78 beim FC Amsterdam mit 16 weiteren Ligaspielen seine Karriere. 
Nach Karriereabschluss betrieb er eine erfolgreiche Weinkellerei in Driehuis, die er 2007 verkaufte. Außerdem war er von 1988 bis 1998, wenngleich mit Unterbrechung, Torwarttrainer bei seinem Stammverein Telstar.

## Erfolge
- Weltpokal: 1972
- Europapokal der Landesmeister: 1971, 1972, 1973
- Meisterschaft der Niederlande: 1968, 1970, 1972, 1973
- Pokal der Niederlande: 1970, 1971, 1972